# Landefeld
Landefeld ist ein Stadtteil der Stadt Spangenberg in nordhessischen Schwalm-Eder-Kreis. Landefeld liegt in drei Kilometern Luftlinie südöstlich der Kernstadt am Landebach und grenzt an die Gemarkung von Alheim im Landkreis Hersfeld-Rotenburg. Nachbardörfer sind Metzebach, Nausis und die Kernstadt.

## Geschichte

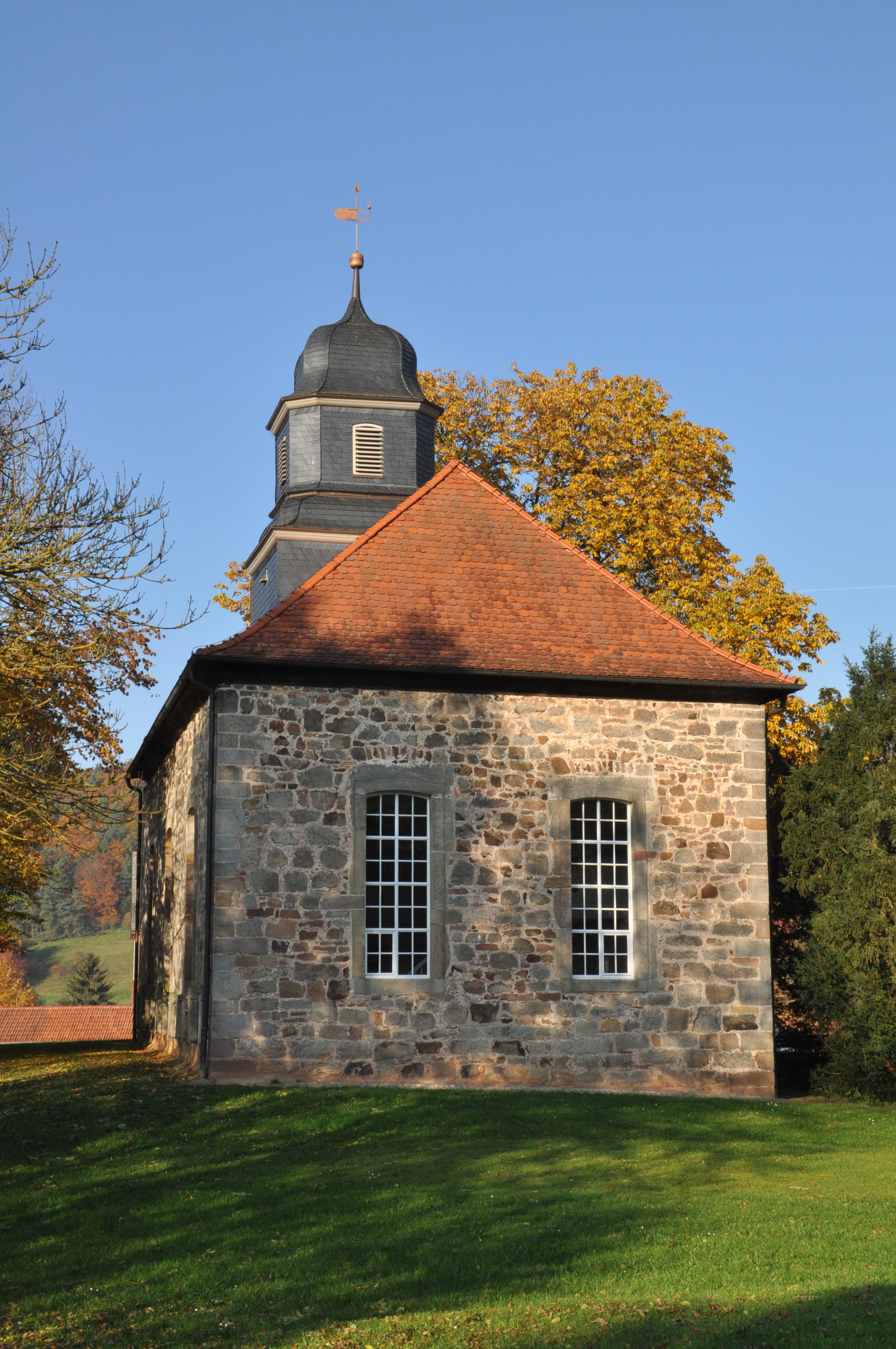
Ev. Kirche in Landefeld

Die älteste bekannte Erwähnung von Bischofferode  erfolgte im Jahr 1343 unter dem Namen „Lannefelt“ in einer Urkunde des Klosters Haydau.
Zum 1. Januar 1974 wurde die bis dahin selbständige Gemeinde Landefeld im Zuge der Gebietsreform in Hessen kraft Landesgesetz in die der Stadt Spangenberg eingemeindet. Zu diesem Zeitpunkt lebten 188 Einwohner im Ort.

## Bevölkerung
Einwohnerstruktur 2011
Nach den Erhebungen des Zensus 2011 lebten am Stichtag dem 9. Mai 2011 in Landefeld 126 Einwohner. Darunter waren 3 (2,4 %) Ausländer.
Nach dem Lebensalter waren 24 Einwohner unter 18 Jahren, 42 zwischen 18 und 49, 27 zwischen 50 und 64 und 33 Einwohner waren älter. Die Einwohner lebten in 57 Haushalten. Davon waren 18 Singlehaushalte, 15 Paare ohne Kinder und 18 Paare mit Kindern, sowie 6 Alleinerziehende und keine Wohngemeinschaften. In 15 Haushalten lebten ausschließlich Senioren und in 33 Haushaltungen lebten keine Senioren.
Einwohnerentwicklung
- 1585: 18 Haushaltungen[2]
- 1747: 30 Haushaltungen[2]

| Landefeld: Einwohnerzahlen von 1834 bis 2019 | Landefeld: Einwohnerzahlen von 1834 bis 2019 | Landefeld: Einwohnerzahlen von 1834 bis 2019 | Landefeld: Einwohnerzahlen von 1834 bis 2019 | Landefeld: Einwohnerzahlen von 1834 bis 2019 |
| --- | -------------------------------------------- | -------------------------------------------- | -------------------------------------------- | -------------------------------------------- |
| Jahr |                                              |                                              |                                              | Einwohner                                    |
| 1834 | 1834                                         |                                              | 309                                          | 309                                          |
| 1840 | 1840                                         |                                              | 315                                          | 315                                          |
| 1846 | 1846                                         |                                              | 334                                          | 334                                          |
| 1852 | 1852                                         |                                              | 302                                          | 302                                          |
| 1858 | 1858                                         |                                              | 268                                          | 268                                          |
| 1864 | 1864                                         |                                              | 284                                          | 284                                          |
| 1871 | 1871                                         |                                              | 268                                          | 268                                          |
| 1875 | 1875                                         |                                              | 268                                          | 268                                          |
| 1885 | 1885                                         |                                              | 203                                          | 203                                          |
| 1895 | 1895                                         |                                              | 198                                          | 198                                          |
| 1905 | 1905                                         |                                              | 203                                          | 203                                          |
| 1910 | 1910                                         |                                              | 188                                          | 188                                          |
| 1925 | 1925                                         |                                              | 221                                          | 221                                          |
| 1939 | 1939                                         |                                              | 177                                          | 177                                          |
| 1946 | 1946                                         |                                              | 318                                          | 318                                          |
| 1950 | 1950                                         |                                              | 309                                          | 309                                          |
| 1956 | 1956                                         |                                              | 237                                          | 237                                          |
| 1961 | 1961                                         |                                              | 195                                          | 195                                          |
| 1967 | 1967                                         |                                              | 195                                          | 195                                          |
| 1974 | 1974                                         |                                              | 188                                          | 188                                          |
| 1980 | 1980                                         |                                              | ?                                            | ?                                            |
| 1990 | 1990                                         |                                              | ?                                            | ?                                            |
| 2000 | 2000                                         |                                              | ?                                            | ?                                            |
| 2011 | 2011                                         |                                              | 126                                          | 126                                          |
| 2019 | 2019                                         |                                              | 124                                          | 124                                          |
| Datenquelle: Historisches Gemeindeverzeichnis für Hessen: Die Bevölkerung der Gemeinden 1834 bis 1967. Wiesbaden: Hessisches Statistisches Landesamt, 1968. Weitere Quellen: LAGIS; Stadt Spangenberg:; Zensus 2011 |                                              |                                              |                                              |                                              |

Historische Religionszugehörigkeit
| • 1885: | 201 evangelische (= 99,01 %), zwei katholische (= 0,99 %) Einwohner |
| • 1961: | 189 evangelische (= 96,93 %), vier katholische (= 2,05 %) Einwohner |

## Politik
Der Ortsbeirat besteht aus fünf Personen. Es stellten sich nicht genügend Kandidaten zur Wahl, so dass es in der Wahlperiode 2021–2026 keinen Ortsbeirat gibt.

## Kultur
Landefeld hat eine Freiwillige Feuerwehr, einen Landfrauenverein, die Landetaler Dorfsänger und eine evangelische Kirchengemeinde mit einer eigenen Kirche.
Der Spitzname der Landefelder ist „Dickwurzeln“. Genau lässt sich der Ursprung nicht nachweisen, aber es ist davon auszugehen, dass der Name von den in der Gemarkung sehr gut gedeihenden Dickwurzeln herrührt.